# Лабурдезьер, Жорж Бабу
Жорж Бабу де Лабурдезьер (фр. Georges Babou de La Bourdaisière; 1540 — 22 июня 1607, Париж), граф де Сагонн — французский придворный и военный деятель, рыцарь орденов короля.

## Происхождение
Сын Жана Бабу, сеньора де Лабурдезьера, и Франсуазы Роберте, дамы д’Аллюи и де Сагонн. По отцу принадлежал к роду финансистов из Берри Бабу де Лабурдезьер, возвысившихся при Франциске I. Дед Жоржа по матери — Флоримон Роберте, королевский секретарь, один из влиятельнейших людей Франции в первой четверти XVI века.

## Биография
Сеньор де Лабурдезьер, Тюиссо, Шиссе, Кор, Брен-сюр-л’Отьон и Жерминьи.
Ребёнком воспитывался вместе с герцогом Алансонским; в 1569 году стал дворянином его палаты, а в 1575 году первым палатным дворянином. Сопровождал принца в двух экспедициях во Фландрию, где отличился в боях. В 1586 году стал капитаном 50 тяжеловооруженных всадников.
В конце 1580-х годов примкнул к Католической лиге; был назначен мятежниками на должность великого магистра артиллерии. По живописному выражению Пулена де Сен-Фуа, «герцогиня де Монпансье, которую он презирал до глубины души, но не мог свергнуть иго несчастной страсти, завлекла его на сторону Лиги». По этому поводу граф, якобы, часто цитировал знаменитое стихотворение Катулла «Odi et amo» (которое Пулен де Сен-Фуа ошибочно приписывает Марциалу).
В битве при Арке в 1589 году граф де Сагонн, командовавший лёгкой кавалерией Лиги, получил небольшое ранение.
В 1591 году прославился чрезвычайно упорной обороной Шартра, осаждённого королевскими войсками. Он отразил несколько штурмов и сопротивлялся до последней крайности, сдавшись на почетных условиях только тогда, когда стены в нескольких местах были совершенно разрушены  артиллерийским огнем. Генрих IV оценил его храбрость и предложил свою дружбу. После возвращения короля в лоно церкви граф признал его власть и сражался на его стороне столь же доблестно, как до этого на стороне его противников, и был ранен при осаде Лана.
В 1594 году стал государственным советником, 7 января 1595 пожалован в рыцари ордена Святого Духа. 12 августа 1603 назначен капитаном одной из двух рот ста дворян Дома короля.
Жорж Бабу де Лабурдезьер был дядей двух знаменитых развратниц: Мари де Бовиллер, аббатисы Бомон-Ле-Тура, и Габриэли д’Эстре, и отцом третьей — виконтессы д’Эстож. В отличие от своих родственников, он отказался пользоваться выгодами, которые проистекали из связей этих женщин с влиятельными придворными. Как говорили, его постепенно свел в могилу стыд, вызванный поведением дочери.

## Семья
Жена (3.06.1582): Мари-Мадлен дю Белле, принцесса Ивето, дочь Рене II дю Белле, барона де Туарсе, и Мари дю Белле, принцессы Ивето
Дети:
- Жорж II Бабу де Лабурдезьер (ок. 1583—1615), граф де Сагонн. Капитан ста дворян Дома короля. Убит в Бордо на дуэли с графом де Барро, во время бракосочетания Людовика XIII. Жена (ок. 1613): Жанна Эннекен (ок. 1595 — после 03.1629), дочь Николя Эннекена, сеньора дю Перре и де Шовиньи, штатного рекетмейстера Королевского дворца, и Рене Эннекен. Вторым браком вышла за Жильбера Филье, сеньора де Ла Кюре, третьим — за Габриеля д’Аремберга, сеньора дез Уш
- Мари Бабу де Лабурдезьер (ок. 1584 — после 1617), графиня де Сагонн, дама де Лабурдезьер. Придворная дама Луизы Лотарингской (1599), затем Марии Медичи (1600—1604). После смерти Габриэли д’Эстре некоторое время была любовницей Генриха IV. Муж (контракт 23.02.1603): Шарль Саладен де Савиньи, называемый д’Англюр, виконт д’Эстож, великий сенешаль Лотарингии (ок. 1573 — до 1617)
- Маргерит Бабу де Лабурдезьер (1587—?)
- Анна III Бабу де Лабурдезьер (ок. 1588—13.01.1647), аббатиса Бомон-Ле-Тура с 1615 года. Наследовала должность от своей двоюродной сестры Мари де Бовиллер